# Mariä Unbefleckte Empfängnis (Sandersdorf)
Die Kirche Mariä Unbefleckte Empfängnis ist ein Sakralbau in Sandersdorf, einem Ortsteil der Gemeinde Altmannstein im Landkreis Eichstätt. Sie ist eine Filialkirche der Pfarrgemeinde Schamhaupten. Das Patrozinium der Kirche wird am 8. Dezember gefeiert.

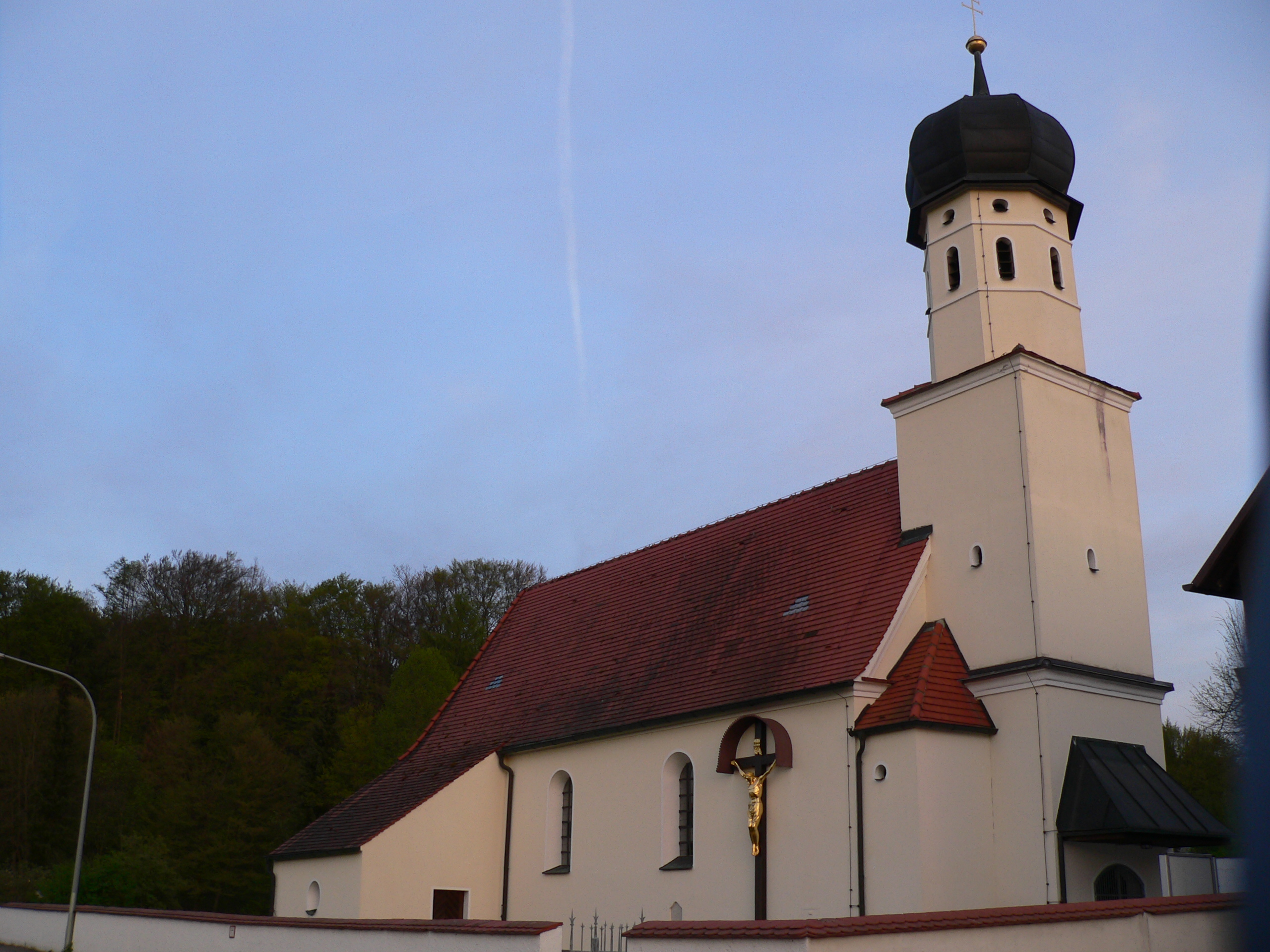
Kirche Mariä Unbefleckte Empfängnis, Nord-West-Ansicht

## Baugeschichte
Im Kern handelt es sich um einen gotischen Bau, der zu Beginn des 18. Jahrhunderts erneuert bzw. erweitert und dem neuen Stilempfinden angepasst wurde. Im Chor dürften noch Teile des romanischen Vorgängerbaus enthalten sein. Eine umfassende Innenraumrenovierung erfolgte im Jahr 1965. Weitere Renovierungen fanden in den Jahren 1986, 1996 und 2001 statt.

## Außenbau
Der schlichte Kirchenbau liegt innerhalb einer weiträumigen ummauerten Friedhofsanlage. Langhaus und dreiseitig geschlossener Chor gehen ohne räumliche Trennung ineinander über. An der Nordseite schließt sich die Sakristei mit Pultdach an, an der Südseite, ebenfalls von einem Pultdach bedeckt, ein Herrschaftsoratorium für die Familie de Bassus auf Schloss Sandersdorf. Im Westen erhebt sich ein kleiner Turm mit zwei quadratischen Geschossen mit Eingangsportal und Lichtluken, das oktogonale Glockengeschoss mit Schallöffnungen ist mit einer Zwiebelhaube gedeckt. Zwischen Turm und nördlicher Langhauswand liegt ein kleiner Treppenhausanbau, der Zur Empore führt.

## Innenraum und Ausstattung

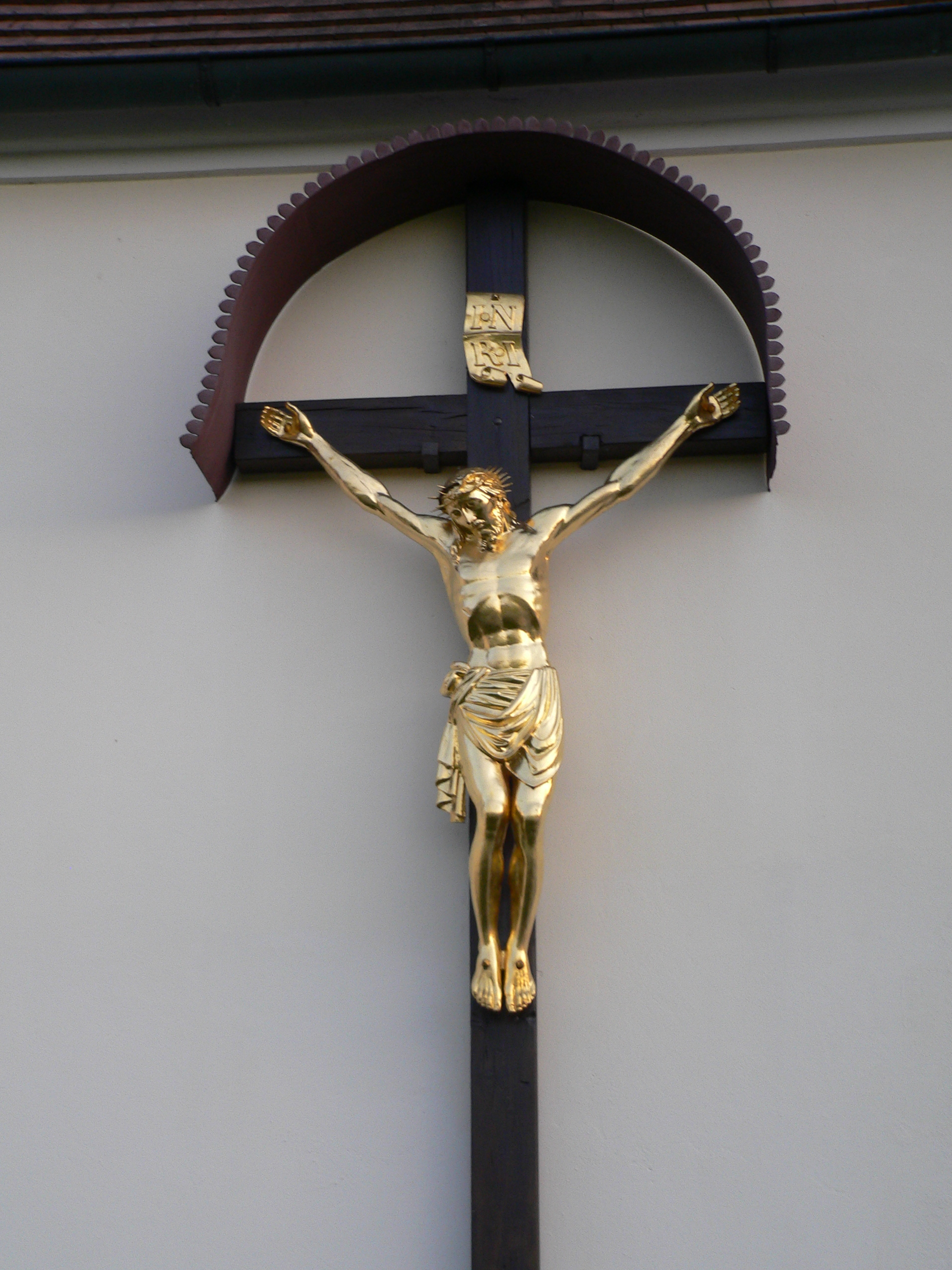
Vergoldetes Kruzifix an der nördlichen Außenmauer der Kirche

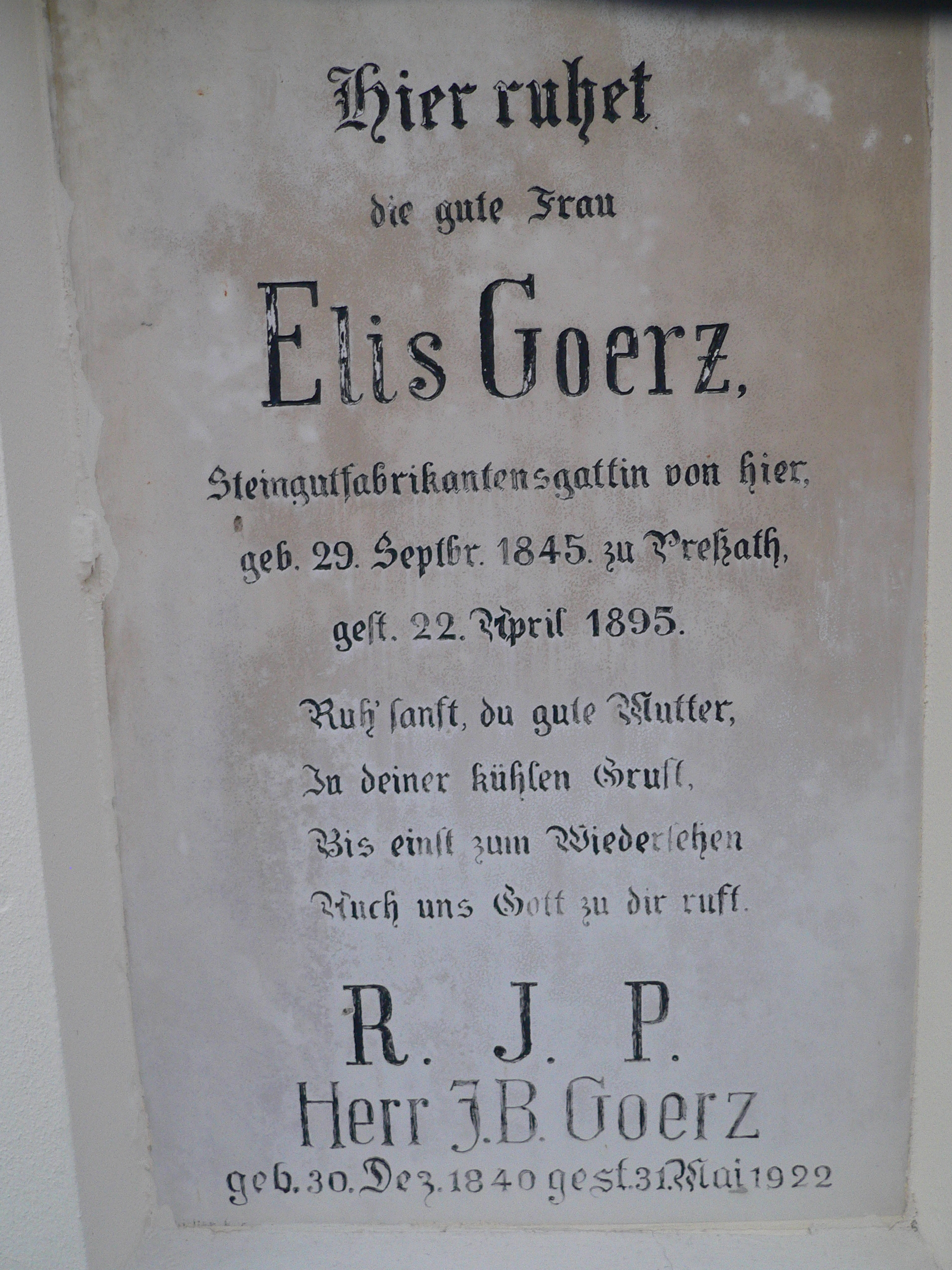
Epitaph an der Südseite der Kirchenaußenmauer

Die architektonische Schlichtheit des Außenbaus setzt sich auch im Innern der Kirche fort. Das Kirchenschiff ist flach gedeckt und wird von einem Stuckprofil gerahmt. Im Deckenspiegel fällt ein großes Christogramm (IHS) ins Auge. Der Westteil wird von einer schlichten Empore mit neugotischem Orgelprospekt dominiert. Der Chor im Osten ist von einem flachen Tonnengewölbe mit Stichkappen gedeckt. An der südlichen Seitenwand erlaubt ein großes Bogenfenster den Blick in das angrenzende Herrschaftsoratorium. An der Stirnwand zeigt eine gemalte Kartusche das Wappen der Freiherrn de Bassus, Herren auf Schloss Sandersdorf (1792). Ganz im Gegensatz zur Schlichtheit der Architektur steht die opulente Ausstattung der Kirche. Der prächtige Hochaltar stammt aus der Zeit des Frührokoko. Eine Inschrift auf der Rückseite nennt als Altarschreiner Johann Schwäbl und das Datum 1731 (Umgestaltung 1792, Renovierungen 1873 und 1960). Insgesamt vier Säulen, die äußeren gedreht, tragen das Gebälk mit weit auskragender Gesimsverkröpfung, darüber im Auszug in einem Strahlenkranz Gott Vater mit Globus. Das Zentrum bildet eine flache Nische, darin eine spätgotische Madonna mit Kind auf der Mondsichel (um 1470/80). Sie wird dem Umkreis der Eichstätter Schnitzwerkstätten zugeordnet und war bis ins 18. Jahrhundert ein hoch verehrtes Gnadenbild, wie auch erhaltene Votivbilder bezeugen. Zwei Putten an den Retabelsäulen flankieren die Gruppe. Seitlich am Hochaltar sind Bogendurchgänge angesetzt, darüber stehen die spätbarocken Figuren der hl. Barbara mit Kelch und Katharina mit Rad und Schwert. Die beiden Seitenaltäre, zugleich und in enger stilistischer Verbindung mit dem Hochaltar entstanden, sind identisch aufgebaut. Die gedrehten Säulen des Altarretabels tragen ein verkröpftes Gebälk; seitlich rahmen geschnitzte Ranken (Akanthus und Bandelwerk) die Altäre.
Das Altarblatt links zeigt Maria und ihre Mutter Anna, rechts ist die Pflege des verwundeten hl. Sebastian durch die hl. Irene dargestellt (beide um 1730/35).
Folgende Ausstattungsstücke stammen ebenfalls aus der Zeit der Barockisierung des Kirchenraumes um 1830/35: Figuren des hl. Josef und des hl. Antonius, beide mit dem Jesusknaben (nördl. und südl. Chorbogen); Leuchterengel auf Tragestangen (ehem. Prozessionsfiguren), Vortragekreuz (zweite Hälfte 18. Jahrhundert), Barockkanzel mit Schrägaufang ohne Schalldeckel (nördl. Landhauswand), Pieta in vergitterter Wandnische sowie hl. Nikolaus mit Bischofsstab und Buch mit drei goldenen Äpfeln (südl. Langhauswand), letzterer evtl. vom Künstler der Chorbogenfiguren, kleinformatiger spätbarocker Christus an der Geißelsäule (Westwand), barockes Kirchengestühl mit ornamental geschnitzten Wangen. Der Kreuzweg an den Langhauswänden stammt aus den 1960er Jahren.

## Orgel
Bei der Orgel handelt es sich um eine kleine barocke Orgel, ein Positiv.
| Manual C–g3 |    |
| Gedeckt     | 8′ |
| Salicional  | 8′ |
| Prinzipal   | 4′ |
| Flauto      | 4′ |
| Octav       | 2′ |

| Pedal C–d1 |     |
| Subbass    | 16′ |

- Koppeln: I/P